# اقتران (علم الفلك)

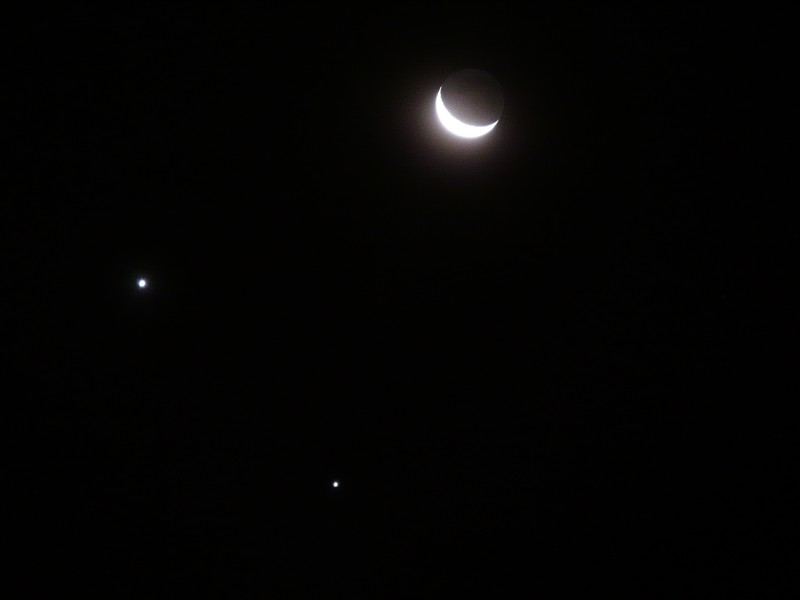
اقتران ثلاثي يشكله، بالاشتراك مع القمر، الزهرة (يسار) وكوكب المشتري من مدينة ساو باولو البرازيلية، في 1 ديسمبر 2008.

الاقتران، كان يُطلق عليه القِرَان في عصر الحضارة الإسلامية، هو مصطلح يستخدم في علم الفلك والتنجيم، حيث تراقب من مكان ما (عادة ما تكون الأرض) اثنين من الأجرام السماوية بالقرب من بعضها البعض في السماء ويكون لكلا الجرمين إما نفس المطلع المستقيم أو نفس الطول البروجي. وتساعد الظاهرة العلماء على تصحيح وتحسين الحسابات الفلكية، لا سيما حركة الكواكب والمسافات.

## ظاهرة طبيعية
الظاهرة عادية بالنسبة إلى حركة الكواكب داخل دائرة الأبراج حيث يبدو للعين المجردة أن القمر أخفى كوكب الزهرة لسبب بسيط وهو أن الحركة اليومية للقمر والبالغة 15 درجة، هي أسرع ظاهريا من حركة كوكب الزهرة الأبعد عن الأرض من القمر.
وهذا يعني أن القطر الظاهري للقمر أكبر من القطر الظاهري لكوكب الزهرة، وباعتبار قرب القمر من الأرض فإن العين المجردة يبدو لها أن القمر أخفى الكوكب.
احتجاب الزهرة يعتبر من الظواهر الفلكية الطبيعية الرائعة الجمال، وليس لهذه الظاهرة أي تأثير على مايجري على كوكب الأرض، ولاتصاحبها أي آثار غير طبيعية.
في يوم 1-12-2008 بدا القمر في الظهور في معظم الجزء الشرقي من العالم مقرونا بكوكبي الزهرة و المشتري

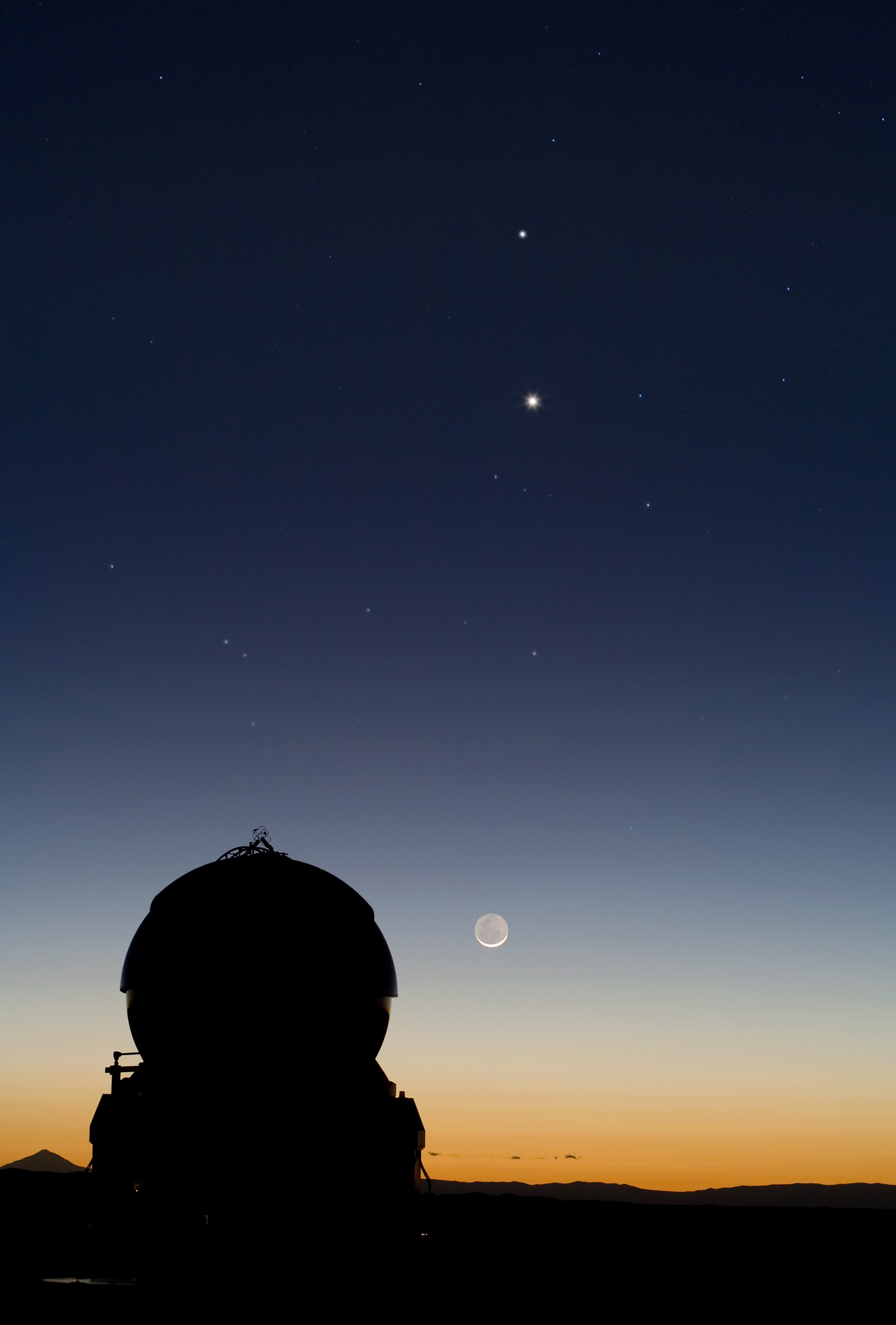
اقتران لعطارد والزهرة، يظهر القمر في أسفل الصورة. منظر من مرصد بارانال في شمال تشيلي.

في علم الفلك يطلق لفظ الاقتران عندما يجتمع جُرمان من أجرام النظام الشمسي بحيث يكونا على نفس خط الطول السماوي أو يكون لهما نفس المطلع مستقيم. ولما كان مرجعنا الرصدي أو القياسي هو الأرض لذلك يسمى ذلك الاقتران بالاقتران الأرض مركزي